# Província de Lòvetx
La província de Lòvetx (en búlgar: Област Ловеч) és una província del centre de Bulgària. La principal ciutat és Lòvetx, i altres ciutats són Troian, Iablanitsa i Tèteven. Lòvetx és famosa pel pont de Kòliu Fítxeto.

Lòvetx té una fortalesa medieval en bon estat que va tenir un paper fonamental en la revolta dels germans Assen i Petar el 1186 per a establir el Segon Imperi Búlgar.
També durant la guerra d'independència contra l'Imperi Otomà, l'heroi nacional Vassil Levski, lluitador independentista, va centrar a Lòvetx la seva organització revolucionària (BRCC). Fou capturat pels turcs a una vila vora anomenada Kakrina. Un monumenet a Vassil Levski ha estat construït vora la fortalesa medieval. També hi ha un museu dedicat a Levski i a la BRCC situat a Varoixa (Вароша) - una àrea on s'ha reservat l'arquitectura i l'atmosfera del temps del renaixement nacional búlgar. Moltes de les cases són connectades d'alguna manera amb les activitats de Levski.

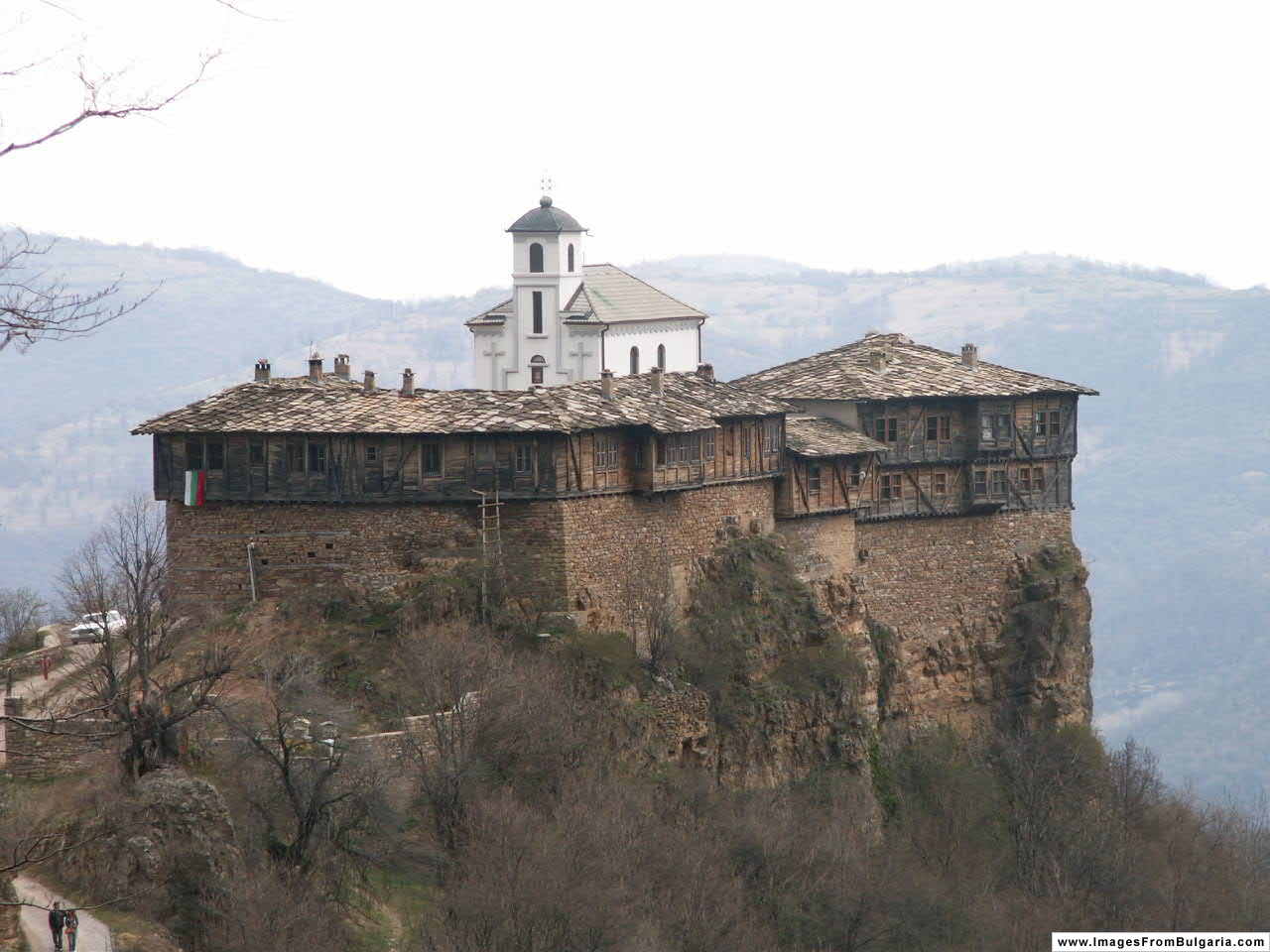
El monestir de Glozhene vora Teteven

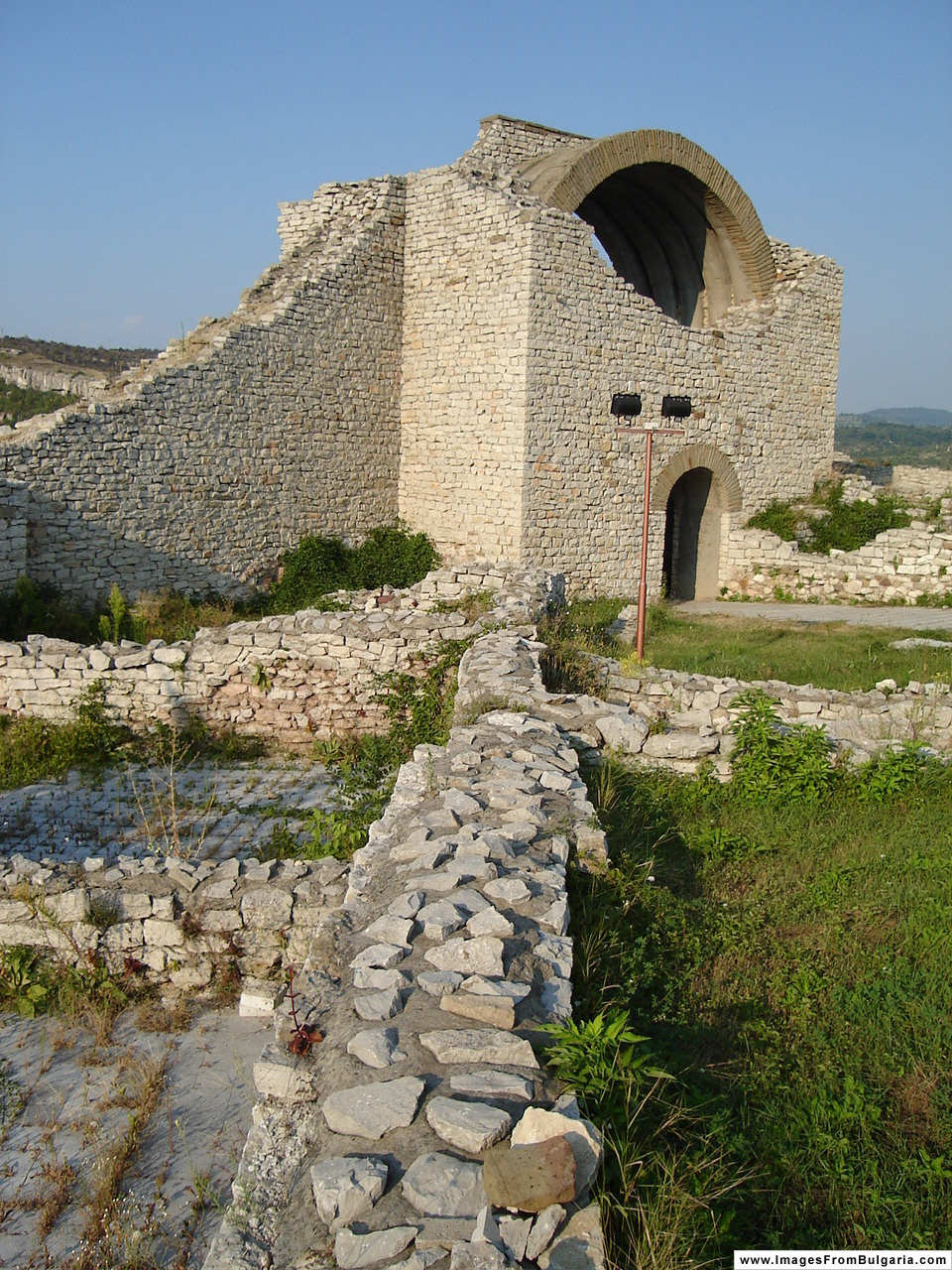
Ruïnes de la fortalesa de Lovetx

En temps més recents, Lòvetx fou el lloc on es va establir l'ensenyament en llengües estrangeres a Bulgària. Allí s'hi va establir el Col·legi Nord-americà (1881), i la primera escola estrangera a Bulgària es va obrir a Lòvetx el 1950. Inicialment s'hi ensenyaven tres llengües -anglès, francès i alemany. Tanmateix, l'ensenyament de l'anglès i del francès foren traslladats a Sofia i  Varna respectivament, fundant-se les primers escoles d'idiomes en aquelles ciutats - La primera escola d'anglès a Sofia el 1954 i l'escola de francès a Varna el 1958. Durant el 1959-1984 l'alemany només es va ensenyar a Lòvetx i l'escola va rebre el nom informal d'Escola Alemanya (Немската гимназия).